# Under the Bed
Under the Bed —titulada como Debajo de la Cama en Latinoamérica — es una película de terror protagonizada por Jonny Weston, Gattlin Griffith, Peter Holden y Musetta Vander. Está dirigida por Steven C. Miller y escrita por Eric Stolze. Fue filmada entre Canadá y Estados Unidos y se estrenó en Estados Unidos el 19 de julio de 2012. 

## Trama
Dos hermanos se unen para luchar contra una criatura debajo de la cama, en lo que se describe como un cuento de "pesadilla suburbana".

## Reparto
- Jonny Weston como Neal Hausman.
- Gattlin Griffith como Paulie Hausman.
- Peter Holden como Terry Hausman.
- Musetta Vander como Angela Hausman.
- Kelcie Stranahan como Cara Evans.
- Bryan Rasmussen como Mr. Evans
- Nikki Griffin como Maggie.
- Tyler Steelman como Richard Evans.
- Sam Kindseth como Robert Evans.
- Ivan Djurovic como La Criatura.
- Ron Roggé Presidente Sanders (como Ron Rogge).
- Garrett Jones como Garrett.
- Walter Miranda como Walter.
- Griffin Kohout como Jim.
- Kris Holmes vecina (como Kris N. Holmes)

## Estreno
La película fue exhibida en el Festival Internacional de Cine de Fantasía el 19 de julio de 2012 en Canadá y en el Film4 FrightFest 25 de agosto de 2012 en el Reino Unido. También se presentó en el Festival de Cine de Horror screamfest el 16 de octubre de 2012. En España, también fue ofrecido en Nocturna, Festival Internacional de Cine Fantástico de Madrid, el 4 de junio de 2013. Hizo su estreno DVD en Alemania el 20 de mayo de 2013 y en Francia el 19 de junio de 2013. En los EE. UU., una proyección limitada estaba programado el 19 de julio de 2013.